# Nadarzyn (Mazovië)
Nadarzyn is een dorp in de Poolse woiwodschap Mazovië. De plaats maakt deel uit van de gemeente Nadarzyn en telt 1880 inwoners.

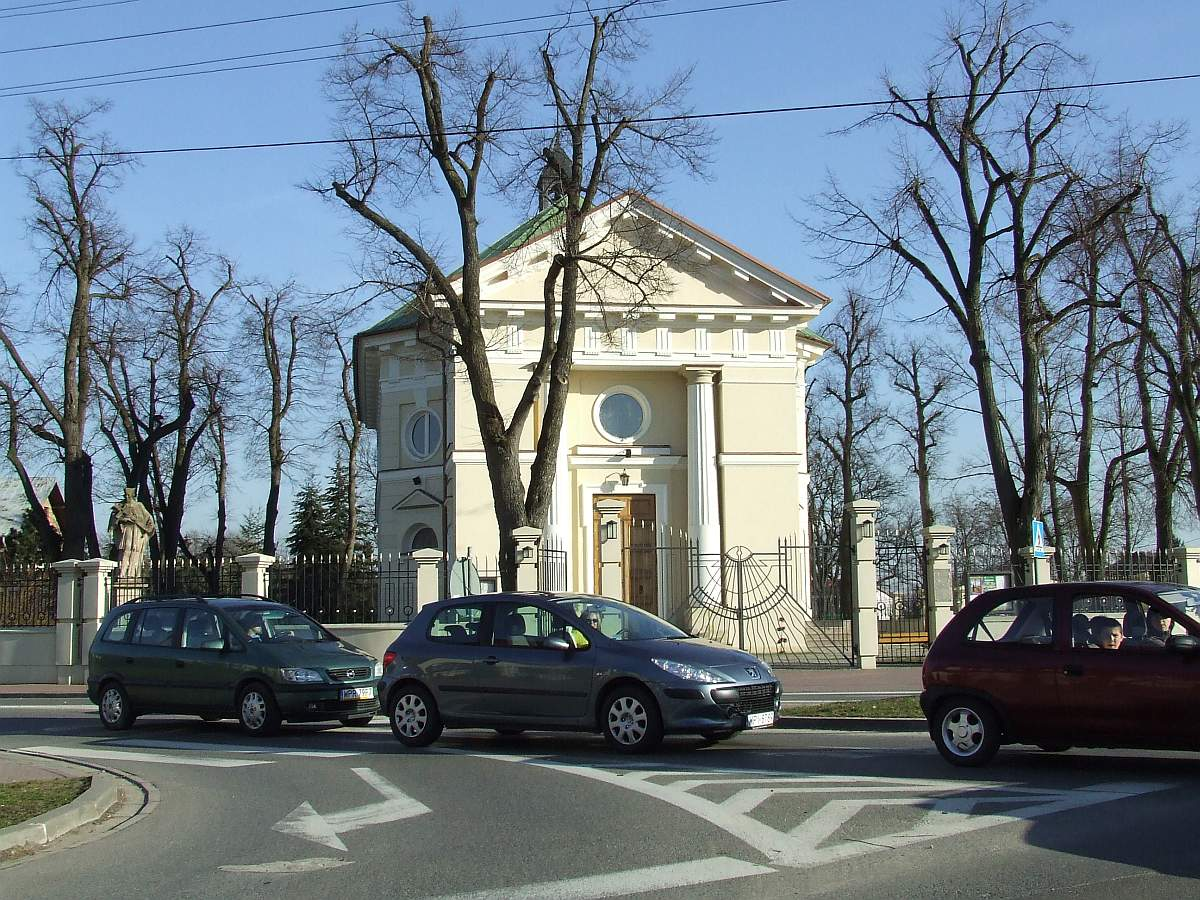